# Provincia violenta
Pour plus de détails, voir Fiche technique et Distribution.
Provincia violenta est un poliziottesco italien réalisé par Mario Bianchi et sorti en 1978.

## Synopsis
Le capitaine des carabiniers Franco Sereni — souvent réprimandé pour ses méthodes trop violentes — décide de démissionner après que son supérieur lui a conseillé de prendre congé. Peu après, lorsqu'il est contacté par son amie Nadia, qui se tourne vers lui pour sortir d'un monde interlope, il se retrouve à enquêter sur un réseau de chantage louche contre de riches clientes de salons de beauté, qui sont droguées puis photographiées dans des positions compromettantes.
Cependant, les enquêtes de Sereni seront contrecarrées par Righi, le commissaire local, qui est corrompu et au service d'un parrain local de la mafia. Sereni est capturé par le parrain, mais parvient à se sauver grâce à l'intervention de la police, appelée au dernier moment par l'une des filles victimes de chantage.

## Fiche technique
- Titre original italien : Provincia violenta[1]
- Réalisateur : Mario Bianchi
- Scénario : Mario Bianchi
- Photographie : Umberto Galeassi
- Montage : Maurizio Tedesco (it)
- Musique : Stelvio Cipriani
- Décors et costumes : Nazzareno Piana
- Société de production : Mercury Cinematografica
- Pays de production :  Italie
- Langue originale : italien
- Format : Couleurs - 1,85:1
- Durée : 77 minutes
- Genre : Poliziottesco
- Dates de sortie :
  - Italie : 6 janvier 1978

## Distribution
- Richard Harrison : Augusto Palladino
- Al Cliver : Alberto Mauri
- Calogero Caruana : Franco Sereni
- Alicia Leoni : Flavia
- Antonella Dogan : Marta
- Spartaco Battisti : Commissaire Righi
- Marcello Meconizzi : policier
- Debora Gentile : la fille de Berti
- Simonetta Marini
- Daniela Codini
- John Benedy
- Saverio Mosca
- Nicola Monteaperto
- Raffaele Ponziano

## Production
Malgré son titre, Provincia violenta n'a aucun rapport avec les films antérieurs Roma violenta, Napoli violenta, Milano violenta et Torino violenta, qui appartenaient tous au genre du poliziottesco.
Seules les premières scènes du film ont été effectivement tournées à Caserte : la plupart des scènes extérieures ont été tournées à Rome, notamment dans le quartier de l'EUR.